# Череп с горящей сигаретой
«Череп с горящей сигаретой» — работа Винсента Ван Гога, представляющая собой картину небольшого размера, без датировки, хранящуюся в настоящее время в музее Винсента Ван Гога в Амстердаме. Написана, вероятно, зимой 1885—1886 годов в Антверпене, где художник посещал курсы живописи при Королевской Академии художеств, не принесшие, по его собственным словам, никакой пользы.
Интерпретируется как сатира на консервативные методы работы, с которыми Ван Гог столкнулся в Академии, которые предписывали изучение анатомии человека, включая структуру скелета, перед тем как приступать к работе с живыми моделями.
Жанр картины, написанной в период, когда Ван Гог испытывал проблемы со здоровьем, можно определить, как ванитас или Memento mori. На её создание могли повлиять работы нидерландского художника XVII века Геркулеса Сегерса или бельгийца Фелисьена Ропса, современника Ван Гога. Самого Ван Гога зачастую считали критиком курения, хотя он оставался страстным курильщиком вплоть до своей смерти в 1890 году.
Картина принадлежала брату художника Тео Ван Гогу до его смерти в 1891 году, после чего перешла по наследству его вдове Йоханне Ван Гог-Бонгер, а после её смерти в 1925 году — их сыну Винсенту Уиллему Ван Гогу. В 1962 году картину приобрёл Фонд Ван Гога. С 1962 по 1973 год она была выставлена в городском музее Амстердама, после чего перешла на постоянное хранение в музей Винсента Ван Гога.